# Adam Brzezina
Adam Brzezina (* 30. října 1978 v Třinci) je bývalý český fotbalový útočník. Odchovanec třineckého fotbalu se ve 14 letech dostal do Olomouce, kde zůstal do svých 20 let. Následujících šest let hrál v Hranicích, Třinci a Neratovicích. V roce 2002 se dostal do kádru Pardubic. Po roce přestoupil do Mostu, se kterým se probojoval do 1. české ligy. Momentálně pracuje ve své vlastní truhlářské firmě.